# Sporobolus africanus
Sporobolus africanus är en gräsart som först beskrevs av Jean Louis Marie Poiret, och fick sitt nu gällande namn av Robyns och Roland Louis Jules Alfred Tournay. Sporobolus africanus ingår i släktet droppgräs, och familjen gräs. Inga underarter finns listade i Catalogue of Life.